# Der Vorleser (Film)
Der Vorleser ist ein deutsch-US-amerikanischer Kinofilm aus dem Jahr 2008. Er basiert auf dem 1995 erschienenen gleichnamigen Roman von Bernhard Schlink und handelt von dem 15-jährigen Schüler Michael Berg (David Kross, älter Ralph Fiennes), der 1958 eine Beziehung mit der zwanzig Jahre älteren Hanna Schmitz (Kate Winslet) eingeht. 1966 stellt sich heraus, dass sie KZ-Aufseherin war.
Das Drehbuch schrieb der Dramatiker David Hare unter Mitwirkung des Buchautors. Der Film wurde unter der Regie von Stephen Daldry fast ausschließlich in Deutschland gedreht. Er lief in den US-amerikanischen Kinos am 10. Dezember 2008 und in Deutschland am 26. Februar 2009 an.

## Handlung
Die Rahmenhandlung des Films spielt im Jahr 1995. Der Rechtsanwalt Michael Berg trifft sich mit seiner Tochter Julia und fährt mit ihr zum Grab seiner ersten Liebe Hanna Schmitz. Julia ist die einzige Person, der gegenüber er sich öffnen kann; ihr erzählt er erstmals die ganze Geschichte über Hanna und sich.
Die erste Rückblende ist im Jahr 1958 in Neustadt angesiedelt. Der fünfzehnjährige Michael Berg übergibt sich auf dem Heimweg. Eine fremde Frau, die 36-jährige Straßenbahnschaffnerin Hanna Schmitz, hilft ihm, wieder auf die Beine zu kommen. Drei Monate später, nachdem Michael sich vom Scharlach  erholt hat, sucht er die Fremde auf, um sich mit einem Strauß Blumen bei ihr zu bedanken. Schon am ersten Tag entsteht eine Liebesbeziehung zwischen den beiden, bei der ihn Hanna, die ihn oft „Jungchen“ nennt, auf Distanz hält. Es entwickelt sich das Ritual, dass Michael Hanna – die auf diese Weise ihren Analphabetismus vor ihm zu verbergen versucht – vor dem Sex aus Büchern vorliest. Mit der Zeit kühlt die Beziehung etwas ab, Michael ist wieder mehr mit seinen Schulkameraden zusammen, unter anderem interessiert sich eine attraktive Mitschülerin für ihn. Eines Tages ist Hanna – aus Gründen, die nur dem Zuschauer offenbart werden – plötzlich verschwunden.
Im Jahr 1966 ist Michael im Rahmen seines Jurastudiums in Begleitung von Professor Rohl Augenzeuge bei einem Prozess gegen sechs ehemalige KZ-Aufseherinnen, darunter auch Hanna Schmitz. Sie macht unbegreifliche Aussagen. Zum barbarischen Umgang mit den KZ-Häftlingen gibt sie banale Gründe an. So rechtfertigt sie etwa mit naiver Ernsthaftigkeit die Selektion von Häftlingen zur späteren Vergasung damit, dass man zu wenig Platz im Lager gehabt habe, um alle Häftlinge unterzubringen. Den Tod von 300 jüdischen Häftlingen in einer zugesperrten brennenden Kirche erklärt sie damit, dass die Aufseherinnen, hätten sie die Tore aufgeschlossen, das dann entstehende Chaos nicht hätten bewältigen können. Gegen Ende des Prozesses beschuldigen die anderen Aufseherinnen Hanna Schmitz, die Hauptverantwortung für den Tod der 300 Häftlinge getragen zu haben. Dies soll durch eine Handschriftenprobe von Schmitz belegt werden, die direkt vollzogen werden soll, um sie mit der Akte der KZ-Aufseherinnen über den Kirchenbrand vergleichen zu können. Anstatt ihre Scham zu überwinden und zuzugeben, dass sie weder lesen noch schreiben kann, bestätigt sie die Anschuldigungen.
Michael erkennt erst jetzt Hannas Geheimnis und ihm wird klar, dass dies der Schlüssel zu vielen ihrer Handlungen ist, darunter ihr Eintritt in die SS, die Tatsache, dass sie sich von KZ-Häftlingen wie früher von Michael aus Büchern vorlesen ließ, ihr plötzliches Verschwinden 1959 und auch ihre fatale Übernahme der Hauptverantwortung im Prozess. Er ringt mit sich, das Gericht auf diesen wichtigen Umstand hinzuweisen, unterlässt es aber. Er begründet sein Nicht-Handeln mit dem Argument, dass Hanna die Bloßstellung ihrer Schwäche durch ihn nicht gewollt hätte. Der Prozess endet mit Hannas Verurteilung zu lebenslanger Freiheitsstrafe; die anderen Aufseherinnen erhalten jeweils eine Freiheitsstrafe von vier Jahren und drei Monaten.
1976 nimmt Michael, dessen Ehe gerade zerbrochen ist, Kontakt zur inhaftierten Hanna auf, indem er ihr Tonbandkassetten schickt, auf denen er für sie erneut aus Werken der Weltliteratur vorliest. Mit Hilfe dieser Aufnahmen bringt Hanna sich selbst das Lesen und Schreiben bei und beginnt, Michael kurze Briefe zu schreiben. 1988 bittet die JVA-Leitung Michael Berg darum, sich der kurz vor der Entlassung stehenden Hanna Schmitz anzunehmen, da diese nach mehr als 20 Jahren im Vollzug weder Verwandte noch Bekannte habe. Berg zögert zunächst, lässt sich aber dann doch darauf ein. Schließlich besucht er die stark gealterte Hanna kurz vor ihrer Entlassung in der JVA. Michael verhält sich relativ kühl und teilt ihr mit, dass er ihr eine Wohnung und Arbeit besorgt habe und sie in einer Woche abholen werde. Doch vor ihrer Entlassung nimmt sie sich das Leben. In ihrem Testament beauftragt sie Michael damit, ihr erspartes Geld aus einer blechernen Teedose sowie 7.000 DM von ihrem Konto einer der zwei Überlebenden, der „Tochter“, wie sie sie nennt, des Kirchenbrandes zu übergeben.
Diese Frau, Ilana Mather, lebt jetzt in New York. Einen Aufenthalt anlässlich eines Kongresses in Boston nutzt Michael zu einem Besuch. Mather zeigt sich reserviert und weist Michaels Versuche, Verständnis für Hanna Schmitz zu wecken, zurück. Auf seine Mitteilung, dass Schmitz Analphabetin war, geht sie kaum ein. Auf ihre Aufforderung hin, ehrlich gegenüber ihr zu sein, spricht er das erste Mal einem Menschen gegenüber über seine Liebesbeziehung zu Hanna. Das Geld lehnt sie ab, da dessen Entgegennahme in ihren Augen einer Absolution gleichkäme. Michael schlägt daraufhin vor, das Geld in Hannas Namen einer jüdischen Organisation zu spenden, die sich für Alphabetisierung einsetzt, womit Ilana Mather einverstanden ist, wenn er sich darum kümmert. Für sich selbst behält sie Hannas alte Teedose, in der Michael ihr das Geld überbracht hat, da sie als Kind selbst eine ähnliche Dose besaß, die sie ins KZ mitgenommen habe und die ihr dort nicht ihres Inhaltes, sondern Aussehens wegen gestohlen worden sei. Als Michael weggegangen ist, stellt sie die Dose neben das Erinnerungsfoto ihrer ermordeten Familie. In der Schlussszene erzählt Michael seiner Tochter an Hannas Grab die gesamte Geschichte.

## Produktion

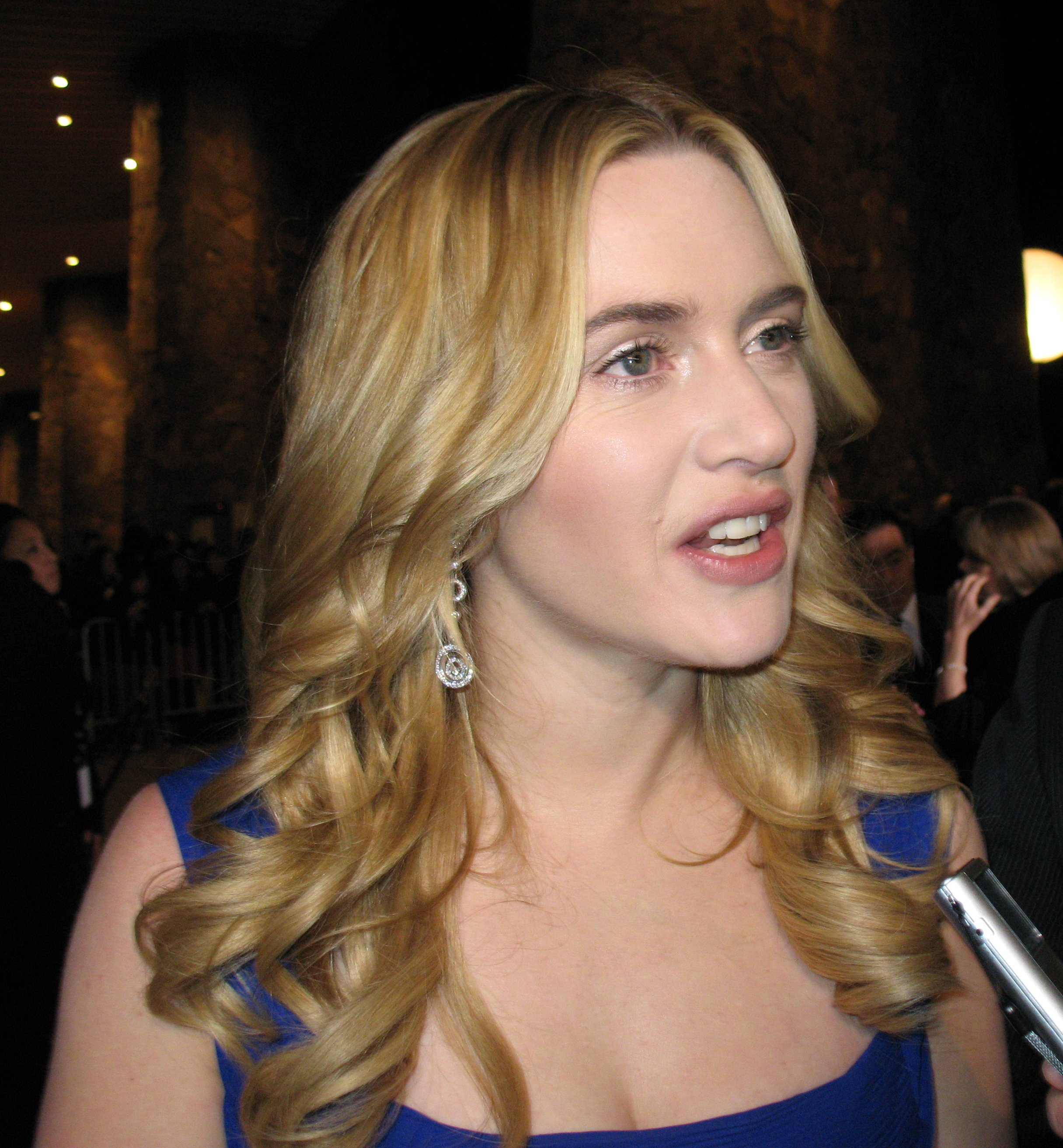
Kate Winslet, die Darstellerin der Hanna Schmitz, auf dem Palm Springs International Film Festival im Januar 2007

Der Vorleser wurde auf deutscher Seite von der Studio-Babelsberg-Tochtergesellschaft Neunte Babelsberg Film GmbH und in den USA von The Weinstein Company und Mirage Enterprises mit einem Budget von 32 Mio. US-Dollar produziert. Der Film wurde mit 500.000 Euro von der Filmförderungsanstalt bezuschusst.

### Vorbereitungen
Nachdem im Sommer 1997 die englische Übersetzung von Bernhard Schlinks Romanvorlage erschienen war, erwarb Miramax im April 1998 vom Diogenes Verlag die Rechte für die Verfilmung. Als Drehbuchautor und Regisseur war Anthony Minghella vorgesehen, der das Projekt in seiner gemeinsam mit Sydney Pollack betriebenen Produktionsfirma Mirage entwickeln wollte. Nachdem David Hare das Buch gelesen hatte, bat er die beiden Produzenten, ihn das Drehbuch schreiben zu lassen. Das Projekt blieb danach fast zehn Jahre trotz der Bemühungen Hares liegen, bis sich Stephen Daldry im Herbst 2006 als Regisseur für die Verfilmung interessierte. Da Hare und Daldry schon bei dem Film The Hours – Von Ewigkeit zu Ewigkeit zusammengearbeitet hatten, willigte Minghella im Herbst 2006 schließlich ein, das Projekt an die beiden abzugeben.
Für die Rolle der Hanna Schmitz war Kate Winslet vorgesehen, die vorerst jedoch ablehnte, weil sie mit Leonardo DiCaprio unter der Regie ihres Ehemannes Sam Mendes den Film Zeiten des Aufruhrs drehte und es zu Terminschwierigkeiten gekommen wäre. Danach entschied man sich für Cate Blanchett, die aber im Jahr 2007 schwanger wurde und absagte. Als nächste sollte Nicole Kidman die weibliche Hauptrolle übernehmen, die jedoch am 8. Januar 2008 bekanntgab, dass sie ebenfalls ein Kind erwarte. Der Produzent des Films, Harvey Weinstein, führte Gespräche mit Naomi Watts und Marion Cotillard und beabsichtigte, Cotillard die Rolle zu geben. Die Wahl fiel schließlich doch auf Kate Winslet, die wieder zur Verfügung stand, weil Daldry darauf bestand. Bernhard Schlink sagte über die endgültige Besetzung: „Kate Winslet passt wunderbar.“

## Dreharbeiten

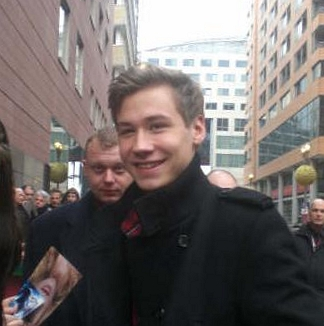
David Kross, der Darsteller des jungen Michael Berg, im Februar 2009 in Berlin

Die Dreharbeiten begannen am 18. September 2007 in den deutschen Städten Berlin und Görlitz sowie in der Außenkulisse Berliner Straße des koproduzierenden Studio Babelsberg in Potsdam. In dieser ersten Phase wurden nur Szenen ohne die weibliche Hauptrolle gedreht, da man noch auf Nicole Kidmans Entscheidung wartete. Kameramann war zu dieser Zeit Roger Deakins. Nach fünf Wochen wurden die Dreharbeiten abgebrochen. Die zweite Drehphase, nun mit Chris Menges als Kameramann, begann im März 2008 und wurde am 14. Juli 2008 in Köln (MMC Studios Hürth) abgeschlossen. Als historische Kulisse des Ausflugslokals diente die Buschmühle im Kirnitzschtal in der Sächsischen Schweiz. Dort hatte auch der Autor der Buchvorlage, Bernhard Schlink, einen kurzen Auftritt im Film. Die Wagenhalle der Kirnitzschtalbahn wiederum diente ebenfalls als Kulisse; eine entsprechend hergerichtete, um das typische Flair der 1950er Jahre wiederzugeben, fahrende Straßenbahn in der Nähe des Ortsausgangs von Bad Schandau wurde für den Film aufgenommen. Die kleine Dorfkirche, während des Ausflugs des jungen Paares und beim Friedhof mit dem Grab der Hanna Schmitz, ist die Wallfahrtskapelle Maria Schnee in Schönlinde-Schnauhübel (Krásná Lípa – Sněžná) im Schluckenauer Zipfel in Böhmen.
An den Produktionskosten beteiligten sich die Filmförderungsanstalt (FFA), der Deutsche Filmförderfonds (DFFF), das Medienboard Berlin-Brandenburg, die Mitteldeutsche Medienförderung (MDM) und die Filmstiftung Nordrhein-Westfalen mit insgesamt rund 4 Millionen Euro.
Das musikalische Konzept des Films stammt aus der Feder des kroatischen Komponisten Ozren K. Glaser; die weitere Kompositionsarbeit wurde von Alberto Iglesias und Nico Muhly übernommen.
In einer Szene ist in einer kleinen Dorfkirche ein Kinderchor zu hören und zu sehen, der Palestrinas Motette Pueri Hebraeorum singt, dargestellt vom Kinderchor der Dresdner Philharmonie. Am 14. Januar 2009 veröffentlichte Lakeshore Records den Soundtrack zum Film.
Zwei der Produzenten des Films, Minghella und Pollack, verstarben 2008 während der Dreharbeiten. Weil Harvey Weinstein als Vertriebspartner während der Postproduktion des Films auf eine frühere Fertigstellung drängte, um seine Premiere im November 2008 zu ermöglichen und damit den Film ins Rennen um die Golden Globes und Oscars schicken zu können, verließ der Produzent Scott Rudin die Produktion und verzichtete auf die Nennung seines Namens im Abspann.

## Synchronisation
Die deutsche Synchronbearbeitung entstand bei Hermes Synchron in der Medienstadt Babelsberg in Potsdam. Das Dialogbuch verfasste Hilke Flickenschildt, die zugleich die Synchronregie führte. Viele deutschsprachige Darsteller nahmen die Synchronisation ihrer Rolle selbst vor.
| Darsteller           | Deutscher Sprecher   | Rolle                                 |
| -------------------- | -------------------- | ------------------------------------- |
| Kate Winslet         | Ulrike Stürzbecher   | Hanna Schmitz                         |
| David Kross          | David Kross          | Michael Berg (jung)                   |
| Ralph Fiennes        | Tom Vogt             | Michael Berg                          |
| Volker Bruch         | Volker Bruch         | Dieter Spenz                          |
| Jürgen Tarrach       | Jürgen Tarrach       | Gerhard Bade                          |
| Alexandra Maria Lara | Alexandra Maria Lara | Ilana Mather (jung)                   |
| Hannah Herzsprung    | Hannah Herzsprung    | Julia                                 |
| Linda Bassett        | Astrid Bless         | Luise Brenner                         |
| Karoline Herfurth    | Karoline Herfurth    | Marthe                                |
| Bruno Ganz           | Bruno Ganz           | Prof. Rohl                            |
| Burghart Klaußner    | Burghart Klaußner    | Richter                               |
| Lena Olin            | Joseline Gassen      | Rose Mather/Ilana Mather              |
| Hans Hohlbein        | Hans Hohlbein        | Sekretär                              |
| Hendrik Maaß         | Hendrik Maaß         | Michaels Assistent im Gerichtsgebäude |

Aufgrund ihrer Leistung war Ulrike Stürzbecher 2010 Preisträgerin des Deutschen Preis für Synchron für „herausragende weibliche Synchronarbeit“.

## Kritik und Kontroversen

### In den Vereinigten Staaten
Im Vorfeld der Oscarverleihung meldete sich in den USA der jüdische Journalist Ron Rosenbaum zu Wort. Dieser bezeichnete den Vorleser als den schlechtesten Film über den Holocaust, der je produziert worden sei. Des Weiteren vertritt er die Meinung: „Die essenzielle Botschaft des Films ist, die Deutschen der Nazizeit davon freizusprechen, von der Endlösung gewusst zu haben.“ Auch meint er, der Film würde zu sehr mit Winslets Rolle sympathisieren und dem Publikum einreden, Analphabetismus sei beschämender, als an Massenmord beteiligt zu sein. Eine ähnliche Haltung vertritt auch Mark Weitzman, Leiter des Simon-Wiesenthal-Zentrums in New York City: „Es geht um eine Frau, die verantwortlich ist für den Tod von 300 Juden – und ihre größte Scham ist es, Analphabetin zu sein.“

### In Deutschland
Unter den Darstellern erhielt von der deutschsprachigen Kritik Kate Winslet viel Lob. Sie sei bewundernswert, großartig und nuancenreich, und zu Recht mit dem Oscar prämiert worden. Zustimmende Erwähnungen gab es auch für David Kross. Von Ralph Fiennes hingegen hieß es, er spiele hier unterfordert, zeige eine sehr schlechte Leistung und sei wegen seiner Rolle als KZ-Kommandant in Schindlers Liste gewöhnungsbedürftig oder eine verfehlte Wahl.
Die Zeitschrift Cinema fand, in dem „verstörend faszinierenden“ Film habe der Regisseur das Richtige getan, sich auf die Liebesgeschichte zu konzentrieren, statt zu moralisieren. Hanns-Georg Rodek von der Welt bemerkte zwar, die Bilder seien „Brüder-Weinstein-typisch“ poliert und zeigten selbst das KZ in Hochglanz. Doch die Verzahnung vieler Zeitebenen gelinge souverän in einem „Film, der intensiver nach moralischen Maßstäben fragt als jeder andere seit langem.“ Der Wechsel in die Perspektive der Täter dränge sich „so lange nach Kriegsende“ auf. Thema sei das Leiden der Nachgeborenen, was nicht zu verwechseln sei mit einer Haltung, die betont, auch die Deutschen hätten im Krieg gelitten. Das universelle Thema betreffe alle Länder, in denen Menschen mit Verbrechen früherer Generationen umgehen müssen. Der Film behandle es entgegen Hollywood’schen Gut/Böse-Schemata mit europäischer Sensibilität. Ähnlich meinte Jan Schulz-Ojala vom Tagesspiegel, an Michael manifestiere sich das moralische Dilemma der ersten deutschen Nachkriegsgeneration im Verhältnis zu ihren Eltern: „Man kann nicht verurteilen und verstehen zugleich, es sei denn man richtet sich selbst.“ Das Mitleid gelte Michael, nicht der Täterin. Unglaubhaft versöhnlich sei lediglich, dass die jüdische Überlebende Hannas Teedose neben das Foto ihrer ermordeten Familie stellt, als hätten Täter und Opfer ein gemeinsames Erbe. Der Film folge dem Roman „mit hoher Intelligenz“, und seine Dialoge betonten verstärkt die Unmoral der Verbrechen.
Bei Marion Löhndorf von der taz hinterließ der Film einen zwiespältigen Eindruck. Einerseits suche er sentimentale Effekte und das „bewusst naiv Gefühlsselige“, bei dem der Holocaust bloße Kulisse bleibe, anderseits bemühe er sich ernsthaft, die Banalität des Bösen nicht aufzulösen. Dabei begebe er sich auf der Suche nach Hannas Handlungsmotiv „in eine prekäre Situation: Wird das Unsagbare durch seine vermeintliche Nachvollziehbarkeit, nämlich den Analphabetismus der Figur, nivelliert?“ Problematisch sei die Sichtweise auf die Täterin, eine attraktive, geheimnisvolle Verführerin. Daniel Kothenschulte von der Frankfurter Rundschau fand, die Übertragung des Romanstoffes ins Medium Film sei nicht gelungen, die Oscar-Nominierung als bester Film war ihm unverständlich. Der Film sei das Gegenteil einer gestochen scharfen Erinnerung, eine leere Nostalgie: „elegisch, übersättigt von Filmmusik und in jenen warmen, manchmal bräunlichen Farbtönen gehalten, mit denen uns das Kino oft die Vergangenheit ans Herz legt.“ Winslet sei aber über jeden Vorwurf erhaben, weil ihre Figur erdacht und papieren sei. In einer zweiten Welt-Kritik fand Elmar Krekeler, die Täterin werde mild gezeichnet und erfahre am Ende eine ihr nicht gebührende Erlösung. Dennoch verdiene Winslet den Oscar auch wegen ihres Muts zu Hässlichkeit, „sie gibt Hanna bei aller Schönheit eine Härte, eine Kühle, eine Sturheit, die gerade noch verhindert, dass man mit ihr mitfühlt.“ Seiner Mehrdeutigkeit zum Trotz kein großartiger, sondern ein „schief liegender“ Film. Man habe der Geschichte eine Rahmenhandlung verpasst, die deren Gang mehrfach unterbreche. Das verschiebe die Perspektive von einer selbstquälerischen Beschäftigung mit Schuld zu einer „bildschöne[n], abgedunkelte[n] Zeitgeschichtsommerliebesgeschichte, an der wie Sticker moralische, juristische, philosophische Botschaften kleben.“
Wie andere Literaturverfilmungen lege auch diese Schwächen der Vorlage schonungslos offen, urteilte Martin Wolf im Spiegel. Das sei „kein Film über den Holocaust, sondern eher eine peinliche Studie über das Selbstmitleid eines irregeleiteten Liebhabers.“ Viel zu spät zeige der Film, „dass es Menschen gegeben haben soll, die schlimmere Erfahrungen mit SS-Leuten machen mussten, als mit ihnen ins Bett zu gehen“. Für das große Schuldthema hätte Daldry Bilder finden müssen, doch zeige er nur wiederholt Michaels „Leidensmiene“ und eine „geschmackvoll ausgeleuchtete KZ-Gedenkstätte“. Der Star Winslet könne schon per se kein schlechter Mensch sein. Obszön sei die Heiligsprechung Hannas. Für atmosphärisch dicht hielt Ulrich Kriest vom film-dienst die erotischen Szenen, ansonsten verriss er die Produktion. Schon der Roman sei „altklug, selbstmitleidig und handwerklich schlecht“, und Daldrys „armselige“ Verfilmung noch schlechter. Wo das Buch in subjektiven Erinnerungen die seelische Erschütterung des Jünglings vermittelte, wolle der Film sein Publikum zu Mitleid mit einer vom Leben manchmal ungerecht behandelten Nazi-Täterin zwingen. Das „geschmackvoll drapierte Rührstück“, mit einem „pittoresken“ KZ-Besuch, sei naiv angesichts der heiklen Thematik. Empörend fand Kriest, wie der Film die Leiden von Opfern und Tätern miteinander in Beziehung setzt. Die Kontrastierung von Hannas karger Zelle mit der luxuriösen Wohnung der New Yorker Jüdin bewege sich an der Grenze zum antisemitischen Ressentiment. Der weltweite Erfolg des Romans war Thomas Assheuer von der Zeit ein Rätsel. Mit der Figur der Analphabetin trenne das Buch den Nationalsozialismus von der geistig-kulturellen, „irgendwie griechisch-christliche[n] Substanz der Deutschen“ ab, die unschuldig gehalten werde. Der Film bestreite zwar nicht das Vorhandensein schwerer Schuld und Barbarei. Er versuche jedoch, das Trauma mit einer anderen Klage zu überlagern, „der Klage über den Verlust der kulturellen Identität.“ Diese Klage werde obszön, wenn sie den Eindruck erweckt, die Deutschen seien ebenso Opfer wie die Juden. Im Film sage die „natürlich sehr reiche“ Jüdin, die Deutschen sollten mit den Erinnerungen an die KZ endlich aufhören. „Wie gut, dass die Juden selbst einen Schlussstrich ziehen, es wurde auch höchste Zeit. Im Gegenzug, könnte man vermuten, verzeihen die Deutschen den Juden, dass sie von ihnen so lange mit der Erinnerung an Auschwitz gequält wurden.“

### Kritikenspiegel
Positiv
- Cinema. Nr. 3/2009, S. 40, von Jochen Schütze: Der Vorleser
- Der Tagesspiegel. 26. Februar 2009, S. 27, von Jan Schulz-Ojala: Die Unmoral der Liebe
- Die Welt. 6. Februar 2009, erste Kritik von Hanns-Georg Rodek: "Der Vorleser" überzeugt trotz Hochglanz-KZ

Gemischt
- taz. 6. Februar 2009, S. 27, von Marion Löhndorf: Eine ausgesprochen attraktive Täterin
- Spiegel online, Daniel Sander: Holocaust-Drama "Der Vorleser": Schuld und Sünde, 25. Februar 2009.

Eher negativ
- Frankfurter Rundschau. 26. Februar 2009, S. 33, von Daniel Kothenschulte: Schuld und Schweigen
- Die Welt. 26. Februar 2009, S. 25, zweite Kritik von Elmar Krekeler: Im Bett mit der deutschen Vergangenheit

Negativ
- film-dienst, Nr. 5/200, S. 28–29, von Ulrich Kriest: Der Vorleser
- Martin Wolf: Strafe muss sein. In: Der Spiegel. Nr. 9, 2009, S. 145 (online – 21. Februar 2009).
- Die Zeit. 26. Februar 2009, S. 42, von Thomas Assheuer: Deutsches Reinemachen

## Auszeichnungen
Trotz zahlreicher kritischer Stimmen zu der angeblich verharmlosenden Darstellung von Hanna Schmitz durch Kate Winslet lebt der Film doch durch die Leistungen der britischen Schauspielerin. So wurde Winslet im Jahr 2009 für Der Vorleser mit zahlreichen Filmpreisen geehrt:
- Oscarverleihung 2009 (USA): Beste Hauptdarstellerin
- Golden Globe Awards 2009 (USA): Beste Nebendarstellerin
- Screen Actors Guild Awards 2009 (USA): Beste Nebendarstellerin
- BAFTA Awards 2009 (Vereinigtes Königreich): Beste Hauptdarstellerin
- Bambi 2009 (Deutschland): Schauspielerin International
- Europäischer Filmpreis 2009: Beste Darstellerin

Des Weiteren erhielt der Film Nominierungen für den Golden Globe Award in den Kategorien Bester Film – Drama, Beste Regie und Bestes Drehbuch.
Weiterhin erfolgten Nominierungen für den BAFTA Award in den Kategorien Bester Film, Beste Regie, Bestes adaptiertes Drehbuch und Beste Kamera.
Darüber hinaus gab es Oscar-Nominierungen in den Kategorien Bester Film, Beste Regie, Bestes adaptiertes Drehbuch und Beste Kamera.

## Hörfilm
2009 produzierte der Bayerische Rundfunk eine Audiodeskription des Films. Sie wurde bei Fernsehausstrahlungen verwendet und ist auf der DVD zu finden. Die von Annette Wunsch und Bernd Benecke gesprochene Bildbeschreibung wurde 2010 mit dem Publikumspreis des deutschen Hörfilmpreises prämiert.